# کارلو اسکونامیلیو (دوچرخه‌سوار)
کارلو اسکونامیلیو (ایتالیایی: Carlo Scognamiglio؛ زادهٔ ۳۱ مهٔ ۱۹۸۳) دوچرخه‌سوار اهل ایتالیا است.